# Azul Claro Numazu
Azul Claro Numazu (アスルクラロ沼津), er en japansk professionel fodboldklub, baseret i Numazu, og de spiller i J3 League.

## Historiske slutplaceringer
| Sæson | Niveau | Liga      | Placering | Kilde |
| ----- | ------ | --------- | --------- | ----- |
| 2017  | 3.     | J3 League | 3.        | [ 1 ] |
| 2018  | 3.     | J3 League | 4.        | [ 2 ] |
| 2019  | 3.     | J3 League | 12.       | [ 3 ] |
| 2020  | 3.     | J3 League | 12.       | [ 4 ] |
| 2021  | 3.     | J3 League | 14.       | [ 5 ] |
| 2022  | 3.     | J3 League | 15.       | [ 6 ] |
| 2023  | 3.     | J3 League | 13.       | [ 7 ] |
| 2024  | 3.     | J3 League | 10.       | [ 8 ] |